# Luchesius Spätling
Luchesius G. Spätling OFM  (* 15. September 1912 in Gößweinstein als Georg Spätling; † 15. August 1995 in Ingolstadt) war ein deutscher römisch-katholischer Ordenspriester und Theologe.

## Leben
Nach dem Abitur in Bamberg trat Georg Spätling am 24. April 1933 in die bayerische Provinz des Franziskanerordens (Bavaria) ein und erhielt den Ordensnamen Luchesius. Nach dem Noviziat im Kloster Dietfurt an der Altmühl und dem Philosophie- und Theologiestudium an der Philosophisch-theologischen Hochschule der Bavaria in München empfing er am 11. September 1938 in St. Gabriel (München) die Priesterweihe. Kurz nach Ausbruch des Zweiten Weltkrieges begann er im Oktober 1939 in Rom mit dem weiterführenden Studium der Theologie, das er mit der Promotion abschloss. Von 1942 bis 1944 war er Lektor für Dogmatik in München, dann bis 1947 in Bad Tölz Lektor für Dogmatik, Fundamentaltheologie und Patristik. Anschließend lehrte er bis 1979 an der Pontificia Universitas Antonianum, der römischen Ordenshochschule der Franziskaner, mittelalterliche Kirchengeschichte und Methodologie. 1979 kehrte er nach Deutschland zurück und wurde im Kloster Ingolstadt Präses des Marianischen Messbundes sowie Beichtvater der Franziskanerinnen im Gnadenthalkloster in Ingolstadt. Er wurde am 18. August 1995 in seinem Heimatort Gößweinstein beerdigt.

## Schriften (Auswahl)
- mit Engelbert Grau (Hg.): Thomas von Celano: Leben und Wundertaten des hl. Franziskus von Assisi. Paderborn 1939, OCLC 493561111.
- De Apostolicis Pseudoapostolis Apostolinis. Dissertatio ad diversos vitae apostolicae conceptus saeculorum decursu elucidandos. München 1947, OCLC 7407284.
- St. Klara von Assisi. Bamberg 1952, OCLC 641801205.
- (Hg.): Corpus consuetudinum monasticarum. Consuetudines Fructuarienses-Sanblasianae. Pars 1. Siegburg 1985, ISBN 3-87710-116-X.
- (Hg.): Corpus consuetudinum monasticarum. Consuetudines Fructuarienses-Sanblasianae. Pars 2. Siegburg 1987, ISBN 3-87710-124-0.